# Weltmeisterschaften im Modernen Fünfkampf 1983
1983 fanden die Weltmeisterschaften im Modernen Fünfkampf bei den Herren in Warendorf, Deutschland, statt, die der Frauen in Göteborg, Schweden.

## Herren

### Einzel
| Platz | Land        | Sportler           |
| ----- | ----------- | ------------------ |
| 1     | Sowjetunion | Anatoli Starostin  |
| 2     | Ungarn      | Tamás Szombathelyi |
| 3     | Sowjetunion | Jewgeni Sinkowski  |

### Mannschaft
| Platz | Land        | Sportler                                             |
| ----- | ----------- | ---------------------------------------------------- |
| 1     | Sowjetunion | Anatoli Starostin Jewgeni Sinkowski Alexei Chaplanow |
| 2     | Ungarn      | László Fábián Tamás Szombathelyi Gábor Pajor         |
| 3     | Frankreich  | Paul Four Joël Bouzou Bruno Génard                   |

## Damen

### Einzel
| Platz | Land                   | Sportlerin       |
| ----- | ---------------------- | ---------------- |
| 1     | Kanada                 | Lynn Chernobrywy |
| 2     | Schweden               | Anne Ahlgren     |
| 3     | Vereinigtes Königreich | Sarah Parker     |

### Mannschaft
| Platz | Land                   | Sportlerinnen                               |
| ----- | ---------------------- | ------------------------------------------- |
| 1     | Vereinigtes Königreich | Teresa Purton Sarah Parker Victoria Sowarby |
| 2     | BR Deutschland         | Berit Walz Barbara Korsa Sabine Krapf       |
| 3     | Schweden               | Anne Ahlgren Maria Larsson Marianne Sigmond |

## Medaillenspiegel
| Platz | Land                   | Goldmedaille | Silbermedaille | Bronzemedaille |
| 1     | Sowjetunion            | 2            | –              | 1              |
| 2     | Vereinigtes Königreich | 1            | –              | 1              |
| 3     | Kanada                 | 1            | –              | –              |
| 4     | Ungarn                 | –            | 2              | –              |
| 5     | Schweden               | –            | 1              | –              |
| 5     | BR Deutschland         | –            | 1              | –              |
| 7     | Frankreich             | –            | –              | 1              |